# Wilfred Burchett
Wilfred Graham Burchett (sinh ngày 16 tháng 9 năm 1911 tại Melbourne, Úc, mất ngày 27 tháng 9 năm 1983 tại Sofia, Bulgaria) là một phóng viên cánh tả nổi tiếng. Burchett từng tường thuật Chiến tranh thế giới thứ hai cho báo chí Anh. Ông cũng chính là phóng viên phương Tây đầu tiên có mặt tại Hiroshima, Nhật Bản sau khi Mỹ thả bom nguyên tử, lúc thành phố còn đầy mùi bụi phóng xạ. Một trong những dòng chữ đầu tiên mà Burchett viết về sự kiện này là: 
| “ | Tôi viết để cảnh báo thế giới | ” |

 Ông là phóng viên phương Tây hiếm hoi từng sống cùng với bộ đội Việt Nam tại chiến khu Việt Bắc và chiến trường miền Nam trong hai cuộc chiến tranh của người Việt Nam chống lại quân đội Pháp và Mỹ.
Burchett đã viết trên 40 cuốn sách trong cuộc đời. Ông qua đời vì bệnh ung thư năm 1983 tại Sofia, Bulgaria ở tuổi 72.
Ông là bác của nhà văn Stephanie Alexander.

## Tuổi trẻ
Burchett sinh tại Melbourne, Úc năm 1911 trong một gia đình di cư người Anh (cha mẹ ông là ông bà George và Mary Burchett). Ông trải qua thời thơ ấu của mình ở phía nam thị trấn Gippsland thuộc Poowong. Cuộc sống khó khăn thời niên thiếu đã buộc Burchett phải làm nhiều công việc khác nhau như bán máy hút bụi và lao động nông nghiệp. Trong thời gian rảnh ông học tiếng nước ngoài, điều này giúp ích cho ông rất nhiều trong sự nghiệp làm báo về sau.
Năm 1936 Burchett rời Úc để tới London, Anh. Tại đây ông làm việc cho một cơ quan du lịch, vài tháng sau ông làm việc cho một cơ quan chuyên về di dân tái định cư từ Đức đến Anh, Palestine và Hoa Kỳ. Trong thời gian đó ông đã gặp người vợ đầu tiên, Erna Hammer, một người Đức Do Thái tị nạn, vào năm 1938.

## Sự nghiệp
Năm 1940 Burchett bắt đầu sự nghiệp của mình trong ngành báo chí. Lúc đầu ông làm phóng viên cho báo London Daily Express. Ông chính là người phương tây đầu tiên vào Hiroshima ngay sau khi quả bom nguyên tử ném xuống thành phố này (ông đi tàu hỏa từ Tokyo vào ngày 2 tháng 9 năm 1945). Ông là người đầu tiên công khai đề cập đến những ảnh hưởng của bức xạ và bụi phóng xạ hạt nhân trong bài viết trên Daily Express vào ngày 5 tháng 9 năm 1945.
Sau ba năm làm việc cho Daily Express ở Hy Lạp và Berlin, Burchett bắt đầu viết báo cáo cho The Times ở Đông Âu. Năm 1951, Burchett đi du lịch đến Trung Quốc với vai trò là một phóng viên nước ngoài của tờ báo Pháp L'Humanité. Bắt đầu từ đây ông đã có một thời gian dài làm việc tại Trung Quốc. Trong thời gian này ông đã ghé thăm một số nhà tù ở Trung Quốc và Bắc Triều Tiên để đưa tin, trong đó có câu chuyện về tướng Hoa Kỳ William F. Dean. Chính phủ Hoa Kỳ tuyên bố rằng tướng William F. Dean của họ đã bị người Bắc Triều Tiên giết hại. Burchett đã thực hiện một bộ phim về các tù binh chiến tranh, trong đó William F. Dean được thấy vẫn sống và khỏe mạnh. Vì việc này Burchett đã bị đồng minh của Hoa Kỳ là chính phủ Úc, quê hương ông, coi là kẻ thù. Tự truyện của tướng William F. Dean sau này có một chương tiêu đề My Friend Wilfred Burchett (bạn tôi - Wilfred Burchett), trong đó ông bày tỏ lòng biết ơn của mình đổi với Burchett vì đã thông tin tình trạng của ông đến gia đình ông.
Năm 1956 Burchett đến Moskva làm đại diện cho tờ National Guardian, một tờ tuần báo cánh tả của Mỹ. Trong 6 năm ở đây ông đã viết về những tiến bộ của khoa học kỹ thuật và xây dựng lại nền kinh tế của Liên Xô sau những hậu quả của chiến tranh thế giới thứ 2. Những tác phẩm của ông thời ở Liên Xô đã làm ông nổi tiếng ở Anh. Nhiều bài viết của ông đã được tái bản trong Daily Express và Financial Times.
Wilfred Burchett đặc biệt gắn bó với Việt Nam. Ông có mối quan hệ gần gũi với chủ tịch Hồ Chí Minh. Burchett gặp Chủ tịch Hồ Chí Minh lần đầu tiên là hồi tháng 3 năm 1954 tại Việt Bắc, khi chiến dịch Điện Biên Phủ đang diễn ra. Những năm sau này, mỗi lần đến Hà Nội, Burchett đều đến thăm Chủ tịch Hồ Chí Minh. Trong chiến tranh Việt Nam, mặc dù đã 60 tuổi, Burchett vẫn đi hàng trăm dặm qua nhiều chiến trường, đã từng ở trong địa đạo Củ Chi với các du kích. Các nhà lãnh đạo miền Bắc Việt Nam đã nhiều lần tham khảo ý kiến của Burchett về nhiều vấn đề. Phía Hoa Kỳ cũng đã từng mời ông làm trung gian đàm phán giữa chính quyền Nixon và Hà Nội trong thời gian hội nghị Paris nhằm chấm dứt chiến tranh ở Việt Nam. Cụ thể Henry Kissinger, ngoại trưởng Hoa Kỳ dưới thời tổng thống Richard Nixon, đã mời gặp riêng Burchett ở Washington để thăm dò ý kiến của ông cho việc đàm phán ở hội nghị Paris.
Wilfred Burchett từng có khoảng thời gian 4 năm sống ở Campuchia và ông cũng thiết lập được mối quan hệ khá gần gũi với quốc vương Campuchia Norodom Sihanouk. Ông ủng hộ Campuchia trên nhiều lĩnh vực, tuy nhiên khi chế độ Khmer Đỏ cầm quyền ở nước này, ông đã kịch liệt lên án.

## Ngoài lề
Wilfred Burchett là một nhà báo tài giỏi và rất nổi tiếng trong thời của ông. Sách ông viết hiện nay vẫn được dùng trong nhiều trường đại học trên thế giới. Tuy vậy ở nước Úc, quê hương của ông, ông lại không được thừa nhận. Chính phủ Úc thời đó coi Wilfred Burchett là kẻ phản bội do những quan điểm chính trị của ông đi ngược lại với chính phủ Úc vào thời gian đó. Khi bị mất hộ chiếu Úc ở Việt Nam, chính phủ Úc đã từ chối cấp lại hộ chiếu Úc cho ông và trong khoảng thời gian rất dài ông đã phải sử dụng giấy thông hành do chính phủ Bắc Việt Nam cấp. Sau đó ông cũng được Cuba cấp hộ chiếu. Ông mất ngày ngày 27 tháng 9 năm 1983 tại Sofia, Bulgaria quê hương vợ vì bệnh ung thư.